# Eudonia taiwanalpina
Eudonia taiwanalpina là một loài bướm đêm trong họ Crambidae.